# 塞缪尔·丹尼谢夫斯基
塞缪尔·丹尼谢夫斯基（英語：Samuel J. Danishefsky，1936年3月12日—），美国合成化学家，服務於纪念斯隆-凯特琳癌症中心和哥伦比亚大学。
丹尼谢夫斯基是1995/96年沃尔夫化学奖得主，2006年富蘭克林獎章得主。

## 生平
- 1936年 在美国出生。
- 1956年 取得叶史瓦大学理学学士学位。
- 1962年 取得哈佛大学博士学位，师从 Peter Yates。
- 1962年 哥伦比亚大学 博士后研究员（Gilbert Stork 教授）
- 1971年 匹兹堡大学
- 1979年 耶鲁大学
- 1993年 哥伦比亚大学教授／纪念斯隆-凯特琳癌症中心

### 研究
主要研究生物活性天然产物的合成。曾完成紫杉醇（1996年）、埃博霉素（epothilone）、卡奇霉素（calicheamicin）、11-O-debenzoyltashironin、paecilomycine A、spirotenuipesines A-B、scabronine G 和 garsubellin A 的全合成。
与 Wittmann 著有“Glycopeptides and Glycoproteins: Synthesis, Structure, and Application”一书。

## 荣誉
1995/96年 沃尔夫化学奖（与 Gilbert Stork）
2006年 富蘭克林獎章（化学）
丹尼谢夫斯基被看好與岸義人、K·C·尼古劳、史蒂文·V·萊伊一同角逐諾貝爾化學獎。

## 贡献
- 丹尼謝夫斯基雙烯